# Râul La Odaie
Râul La Odaie este un curs de apă, afluent al râului Burla. 